# Lagriinae
Мохнатка (лат. Lagriinae) — підродина довгозубих жуків родини Tenebrionidae.

## Опис
Мохнатки середніх розмірів, довгасті, часто дещо грушоподібні, куполоподібні, блискучі, чітко волохаті.

## Спосіб життя
Ці жуки часто повзають в рослинності або на землі.

## Види
Згідно з ITIS (1 вересня 2014 р.)
- Arthromacra

Згідно з NCBI (1 вересня 2014 р.) :
- Adelium
  - Adelium alpicola
  - Adelium calosomoides
- Adynata
  - Adynata brevicollis
- Apasis
  - Apasis puncticeps
- Arthromacra
  - Arthromacra amamiana
  - Arthromacra decora
- Blepegenes
- genre Brycopia
  - Brycopia caelioides
- Cardiothorax
  - Cardiothorax cordicollis
  - Cardiothorax femoratus
- Cerogria
  - Cerogria bryanti
  - Cerogria janthinipennis
- Coripera
  - Coripera deplanata
- Diaspirus
- Diemenoma
  - Diemenoma commoda
- Ecnolagria
- Epomidus
- Isopteron
  - Isopteron tuberculatum
- Lagria
  - Lagria hirta
  - Lagria villosa
- Licinoma
- Paratenetus
  - Paratenetus tropicalis
- Pseudolyprops
- Seirotrana
  - Seirotrana annulipes
- Yarranum